# Volby do zastupitelských orgánů Československa
Volby do zastupitelských orgánů Československa byl způsob voleb do zastupitelských sborů v Československu praktikovaný v 60. - 80. letech 20. století. 

## Popis voleb
Jednalo se o jednotně konané volby, kdy se během jednoho volebního aktu rozhodovalo o složení zastupitelských sborů na všech úrovních, tedy  do místních národních výborů a městských národních výborů (včetně obvodních národních výborů), do okresních národních výborů, do krajských národních výborů a do Národního shromáždění a Slovenské národní rady, po provedení federalizace Československa i do České národní rady,  Sněmovny národů Federálního shromáždění a do Sněmovny lidu Federálního shromáždění.

## Seznam voleb
Takto jednotně provedené víceúrovňové volby proběhly v Československu v následujících termínech: 
- Volby do zastupitelských orgánů Československa 1960 (voleno do MNV, MěNV, ONV, KNV, SNR a Národního shromáždění)[1]
- Volby do zastupitelských orgánů Československa 1964 (voleno do MNV, MěNV, ONV, KNV, SNR a Národního shromáždění a též voleni soudci okresních soudů)[2]
- Volby do zastupitelských orgánů Československa 1971 (voleno do MNV, MěNV, ONV, KNV, ČNR, SNR, SL FS a SN FS)[3][4]
- Volby do zastupitelských orgánů Československa 1976 (voleno do MNV, MěNV, ONV, KNV, ČNR, SNR, SL FS a SN FS)[5]
- Volby do zastupitelských orgánů Československa 1981 (voleno do MNV, MěNV, ONV, KNV, ČNR, SNR, SL FS a SN FS)[6]
- Volby do zastupitelských orgánů Československa 1986 (voleno do MNV, MěNV, ONV, KNV, ČNR, SNR, SL FS a SN FS)

V červnu 1990 proběhly sice společně volby do obou komor Federálního shromáždění i obou republikových zastupitelských sborů (ČNR a SNR), ale komunální volby proběhly v samostatném termínu (v listopadu 1990) a volby do ONV a KNV se již nekonaly kvůli zrušení zastupitelských sborů na okresní a krajské úrovni.